# 인생 대학 일년생
인생 대학 일년생(人生大學 一年生)은 한국에서 제작된 윤봉춘 감독의 1959년 영화이다. 성소민 등이 주연으로 출연하였고 윤봉춘 등이 제작에 참여하였다.

## 출연

### 주연
- 성소민
- 이민자
- 최남현
- 김신재

## 제작진
- 조명: 김영달
- 녹음: 조종국
- 미술: 백남준